# Currie Cup 1898
La Currie Cup de 1898 fue la quinta edición del principal torneo de rugby provincial de Sudáfrica.
Se disputó en la ciudad de Kimberley, entre seis seleccionados provinciales, resultando campeón el equipo de Western Province.

## Sistema de disputa
El torneo se disputó en formato liga donde cada equipo se enfrentó a los equipos restantes, obteniendo 2 puntos por victoria, 1 por empate y 0 por la derrota.

## Clasificación
| Pos. | Equipo              | Encuentros | Encuentros | Encuentros | Encuentros | Tantos | Tantos | Tantos | Puntos |
| Pos. | Equipo              | PJ         | PG         | PE         | PP         | F      | C      | Dif    | Puntos |
| ---- | ------------------- | ---------- | ---------- | ---------- | ---------- | ------ | ------ | ------ | ------ |
| 1.º  | Western Province    | 5          | 5          | 0          | 0          | 104    | 6      | +98    | 10     |
| 2.º  | Griqualand West     | 5          | 4          | 0          | 1          | 52     | 46     | +6     | 8      |
| 3.º  | Rhodesia            | 5          | 2          | 1          | 2          | 44     | 32     | +12    | 5      |
| 4.º  | Transvaal           | 4          | 1          | 1          | 2          | 45     | 27     | +18    | 3      |
| 5.º  | Eastern Province    | 4          | 1          | 0          | 3          | 14     | 39     | -25    | 2      |
| 6.º  | Orange River Colony | 5          | 0          | 0          | 5          | 0      | 109    | ´-109  | 0      |

## Campeón
| Campeón Western Province |
| Quinto título            |